# Anja Weber (Skilangläuferin)
Anja Weber (* 29. Juni 2001 in Wetzikon) ist eine Schweizer Skilangläuferin und Triathletin.

## Werdegang
Weber, die für den TG Hütten startet, nahm von 2016 bis 2021 an U18- und U20-Rennen im Alpencup teil. Dabei belegte sie in der Saison 2018/19 den zehnten Platz und gewann in den Saisons 2019/20 und 2020/21 jeweils die U20-Gesamtwertung. Bei den Junioren-Skiweltmeisterschaften 2018 in Goms kam sie auf den 42. Platz über 5 km klassisch sowie auf den neunten Rang in der Staffel und bei den Junioren-Skiweltmeisterschaften 2019 in Lahti auf den 45. Platz über 5 km Freistil, auf den 12. Rang im 15-km-Massenstartrennen und auf den achten Platz mit der Staffel. Im Februar 2019 holte sie beim Europäischen Olympischen Winter-Jugendfestival 2019 in Sarajevo über 5 km Freistil und 7,5 km klassisch jeweils die Goldmedaille. In der Saison 2019/20 gewann sie bei den Junioren-Skiweltmeisterschaften in Oberwiesenthal die Goldmedaille mit der Staffel. Zudem kam sie dort auf den 18. Platz über 5 km klassisch, auf den 16. Rang im Sprint und auf den siebten Platz im 15-km-Massenstartrennen. Im folgenden Jahr belegte sie bei den Junioren-Skiweltmeisterschaften in Vuokatti den 24. Platz über 5 km Freistil, den zehnten Rang im 15-km-Massenstartrennen und den vierten Platz mit der Staffel. Ausserdem wurde sie Schweizer Meisterin im Teamsprint.
Zu Beginn der Saison 2021/22 startete Weber in Ulrichen erstmals im Alpencup und errang dabei den 42. Platz im 10-km-Massenstartrennen und den 20. Platz im Sprint. Es folgte in Davos ihr Debüt im Weltcup, welches sie auf dem 54. Platz im Sprint beendete. Im weiteren Saisonverlauf erreichte sie in St. Ulrich am Pillersee mit Platz drei im Sprint ihre erste Podestplatzierung im Alpencup und qualifizierte sich damit für die Olympischen Winterspiele in Peking. Dort lief sie im Februar 2022 auf den 55. Platz über 10 km klassisch und auf den 49. Rang im Sprint. Bei den nachfolgenden U23-Weltmeisterschaften in Lygna gewann sie die Goldmedaille über 10 km klassisch. Zudem errang sie dort den 29. Platz im Sprint und den vierten Platz in der Mixed-Staffel. Bei den Schweizer Meisterschaften 2022 in Zweisimmen siegte sie mit der Staffel und kam im Skiathlon sowie im 30-km-Massenstartrennen jeweils auf den zweiten Platz. Die Saison beendete sie auf dem vierten Platz in der Gesamtwertung des Alpencups.
Als Triathletin wurde sie 2017 und 2018 Schweizer U18-Meisterin und gewann bei den Olympischen Jugend-Sommerspielen 2018 in Buenos Aires die Bronzemedaille im Einzel und die Goldmedaille in der Mixed-Staffel mit Europe I. 
Im folgenden Jahr wurde sie Schweizer U20-Meisterin und belegte bei den Juniorenweltmeisterschaften in Lausanne den achten Platz.

## Siege bei Continental-Cup-Rennen
| Nr. | Datum         | Ort     | Disziplin                    | Serie    |
| --- | ------------- | ------- | ---------------------------- | -------- |
| 1.  | 12. März 2022 | Sappada | 10 km klassisch              | Alpencup |
| 2.  | 17. März 2023 | Toblach | Sprint Freistil              | Alpencup |
| 3.  | 19. März 2023 | Toblach | 15 km Verfolgung klassisch 1 | Alpencup |

## Teilnahmen an Weltmeisterschaften und Olympischen Winterspielen

### Olympische Spiele
- 2022 Peking: 49. Platz Sprint Freistil, 7. Platz Teamsprint klassisch, 55. Platz 10 km klassisch

### Nordische Skiweltmeisterschaften
- 2023 Planica: 5. Platz Teamsprint Freistil, 10. Platz Staffel, 31. Platz 30 km klassisch Massenstart, 35. Platz 10 km Freistil
- 2025 Trondheim: 3. Platz Teamsprint klassisch, 5. Platz Staffel, 19. Platz 30 km Skiathlon, 19. Platz Sprint Freistil

## Platzierungen im Weltcup

### Weltcup-Statistik
Die Tabelle zeigt die erreichten Platzierungen im Einzelnen.
- 1.–3. Platz: Anzahl der Podiumsplatzierungen
- Top 10: Anzahl der Platzierungen unter den ersten zehn
- Punkteränge: Anzahl der Platzierungen innerhalb der Punkteränge
- Starts: Anzahl gelaufener Rennen in der jeweiligen Disziplin
- Hinweis: Bei den Distanzrennen erfolgt die Einordnung gemäß FIS.

| Platzierung               | Distanzrennen a | Distanzrennen a | Distanzrennen a | Distanzrennen a | Distanzrennen a | Skiathlon Verfolgung | Sprint | Etappen- rennen b | Gesamt | Team   | Team    |
| Platzierung               | ≤ 5 km          | ≤ 10 km         | ≤ 15 km         | ≤ 30 km         | > 30 km         | Skiathlon Verfolgung | Sprint | Etappen- rennen b | Gesamt | Sprint | Staffel |
| ------------------------- | --------------- | --------------- | --------------- | --------------- | --------------- | -------------------- | ------ | ----------------- | ------ | ------ | ------- |
| 1. Platz                  |                 |                 |                 |                 |                 |                      |        |                   |        |        |         |
| 2. Platz                  |                 |                 |                 |                 |                 |                      |        |                   |        |        |         |
| 3. Platz                  |                 |                 |                 |                 |                 |                      |        |                   |        | 2      | 1       |
| Top 10                    |                 |                 |                 |                 |                 |                      | 4      |                   | 4      | 4      | 2       |
| Punkteränge               |                 | 9               | 1               | 10              |                 | 6                    | 21     |                   | 47     | 5      | 2       |
| Starts                    |                 | 9               | 1               | 11              |                 | 8                    | 22     |                   | 51     | 5      | 2       |
| Stand: Saisonende 2024/25 |                 |                 |                 |                 |                 |                      |        |                   |        |        |         |

### Weltcup-Gesamtplatzierungen
| Saison  | Gesamt | Gesamt | Distanz | Distanz | Sprint | Sprint |
| Saison  | Punkte | Platz  | Punkte  | Platz   | Punkte | Platz  |
| ------- | ------ | ------ | ------- | ------- | ------ | ------ |
| 2022/23 | 97     | 87.    | 38      | 77.     | 59     | 68.    |
| 2023/24 | 302    | 48.    | 162     | 43.     | 140    | 45.    |
| 2024/25 | 749    | 23.    | 270     | 34.     | 389    | 17.    |